# Roodstreephooibeestje
Het roodstreephooibeestje  (Coenonympha glycerion) is een vlinder uit de onderfamilie Satyrinae, de zandoogjes en erebia's, van de familie Nymphalidae.

## Kenmerken
De bovenzijde van de vleugel is geheel oranjebruin en de onderzijde lichtbruin met enkele witte vlekken en ogen. De vleugellengte is ongeveer 17 mm.

## Verspreiding en leefgebied
Het roodstreephooibeestje komt in het oostelijk deel van Europa en het gematigde deel van Azië voor. Het leefgebied is op graslanden en lage berghellingen. De vliegtijd is van juni tot en met augustus.